# Такацукі (Осака)
Така́цукі (яп. 高槻市, たかつきし, МФА: [takat͡sukʲi ɕi̥]?) — місто в Японії, в префектурі Осака.  Входить до списку центральних міст Японії.   Отримало статус міста 1943 року. Площа становить 105,31 км². Станом на 1 липня 2012 року населення складало 355 730  осіб, густота населення — 3380 осіб/км².     

## Демографія
Згідно з даними перепису населення Японії, населення Такацукі збільшувалось до 90-х років, після чого стабілізувалось. Станом на 1 жовтня 2020 року населення становить 352 876 осіб, густота населення — 3350 осіб/км². Чоловіків — 168 081 особа, жінок  — 184 617 осіб.

## Історія
- XIV століття: місцевість Такацукі (【高月】) у складі маєтку Амма провінції Сеццу, що належав святилищу Касуґа.
- XVI століття: збудовано замок Такацукі й призамкове містечко.
- 1573: замок Такацукі став власністю магната-християнина Такаями Укона, васала Аракі Мурашіґе. У містечку споруджено церкву і дім єзуїтів.
- 1578: Такаяма Укон перейшов на бік Оди Нобунаґи під час заколоту Аракі.
- 1582: Такаяма Укон і мешканці Такацукі взяли участь у битві при Ямадзакі.
- 1585: внаслідок переведення Такаями до уділу Акаші, замок і містечко Такацукі стали власністю його сюзерена Тойотомі Хідейоші.
- 1601: після Секіґахарської битви замок і містечко Такацукі перейшли до Токуґави Ієясу й згодом стали володінням шьоґунського дому Токуґава.
- 1615: на базі замку і містечка Такацукі створено уділ Такацукі, що став володінням дому Найто, васалів шьоґуна.
- 1649: уділ Такацукі, разом із замком і містечком, став володінням дому Наґай. Останній керував уділом до 1871 року.
- 14 жовтня 1898: на базі призамкового містечка Такацукі й села Камі-Табе створено село Такацукі (【高槻村】) повіту Шімакамі префектури Осака.
- 14 жовтня 1898: село Такацукі стало містечком Такацукі (【高槻町】)
- 1 січня 1943: містечко Такацукі стало містом Такацукі (【高槻市】)[4].
- 1 квітня 2003: місто Такацукі отримало статус центрального міста Японії.

## Пам'ятники
Такаяма Укон

## Уродженці
- Ода Нобунарі — японський фігурист.